# Neomarica warmingii
Neomarica warmingii är en irisväxtart som först beskrevs av Friedrich Wilhelm Klatt, och fick sitt nu gällande namn av Thomas Archibald Sprague. Neomarica warmingii ingår i släktet Neomarica och familjen irisväxter. Inga underarter finns listade i Catalogue of Life.